# Scytinostroma crassum
Scytinostroma crassum är en svampart som först beskrevs av S.S. Rattan, och fick sitt nu gällande namn av Hjortstam 1995. Scytinostroma crassum ingår i släktet Scytinostroma och familjen Lachnocladiaceae.   Inga underarter finns listade i Catalogue of Life.